# Koufonisia
Koufonisia (řecky Κουφονήσια) je souostroví v Egejském moři, které se nachází v souostroví Malé Kyklady v Řecku. Hlavní ostrovy jsou Pano Koufonisi, Kato Koufonisi a Keros. Nachází se mezi Naxem a Amorgem severovýchodně od Schoinousy. Tvoří zároveň stejnojmennou obecní jednotku (bývalou obec) o rozloze 26,025 km². Nejvyšším bodem je Papas na ostrově Keros s nadmořskou výškou 434 m.

## Obyvatelstvo
V roce 2011 žilo v obecní jednotce 399 obyvatel. Celé souostroví tvoří jednu obecní jednotku a také jednu komunitu, která se skládá z jednotlivých sídel, tj. měst a vesnic. V závorkách je uveden počet obyvatel jednotlivých sídel.
- Obecní jednotka a komunita Koufonisia (399) — Foinikas (8), Koufonisia (391), neobydlené ostrovy Kato Koufonisi a Keros a ostrůvky Agios Andreas, Daskalio, Glaronisi, Lazaros, Megali Plaka, Plaki, Prasoura, Tsouloufi a Voulgaris.

K souostroví náleží i dva ostrůvky (Ano Andikeri (0), Kato Andikeri (2)), které patří k obci Amorgos. Počet obyvatel souostroví tak činí 401.